# Бюро, Луи Эдуар
Луи Эдуар Бюро, или просто Эдуар Бюро (фр. Louis Édouard Bureau или фр. Édouard Bureau, 25 мая 1830 — 14 декабря 1918) — французский ботаник, палеоботаник, профессор ботаники, миколог, зоолог, доктор медицинских наук и геолог.

## Биография
Эдуар Бюро родился в городе Нант 25 мая 1830 года.
С 1848 по 1852 год он получал медицинское образование в Нанте. В 1874 году Бюро был назначен профессором ботаники в Музее естествознания в Париже. Эдуар Бюро занимался научными исследованиями по систематике и анатомии растений, а также по геологии и зоологии. Он обнаружил несколько ископаемых растений в Великобритании. Эдуар Бюро внёс значительный вклад в ботанику, описав множество видов растений.
Эдуар Бюро умер в Париже 14 декабря 1918 года.

## Научная деятельность
Эдуар Бюро специализировался на окаменелостях, семенных растениях и на микологии.

## Научные работы
- Monographie des Bignoniacées …, 1864.
- Plantes nouvelles du Thibet et de la Chine occidentale …, 1891. (совместно с Адриеном Франше).
- De la famille des Loganiacées et des plantes qu'elle fournít a la médecine. 1856.
- Notice sur les travaux scientifiques de M. Édouard Bureau. 1901, 1864.
- Révision du genre Catalpa. 1894.
- Bassin houiller de la basse Loire. 1910—1914[8].
- Notice sur la géologie de la Loire-Inférieure… avec listes des végétaux fossiles. 1900.